# Agyneta martensi
Agyneta martensi là một loài nhện trong họ Linyphiidae.
Loài này thuộc chi Agyneta. Agyneta martensi được Andrei V. Tanasevitch miêu tả năm 2006.